# Porto
Porto (kiejtése [ˈpoɾtu], korábban Oporto) Portugália második legnagyobb városa  az ország északnyugati részén. A népessége kb. 237 ezer fő (2011), az agglomerációval együtt 2019-ben több mint 1,7 millió fő. Az azonos nevű kerület és az északi régió székhelye.
A városról és az azt körülvevő Portus Cale tartományról kapta a nevét később az egész ország.

## Fekvése
Az ország Atlanti-óceáni partvidékén, a fővárostól, Lisszabontól északi irányban mintegy 300 km-re, a Douro folyó tölcsértorkolatának északi partján fekszik.

## Éghajlat
A város éghajlata (az európai mérsékelt égövön belül) a hűvös nyarú mediterrán, amelyet az óceáni éghajlat is befolyásol. A Köppen-Geiger éghajlati besorolás szerint Csb típusú mediterrán éghajlata van. Az évi és a napi hőingás is az óceánnak köszönhetően alacsony.
A nyár melegebb, mint az óceáni éghajlaton szokott, de szinte sohasem forró: a napi hőmérséklet többnyire 15 °C és 25 °C között változik, ritkán haladja meg a csúcshőmérséklet a 30 °C-ot; akkor fordul elő, ha a szél keletről fúj. A tél is enyhe, ekkor a napi átlaghőmérséklet min. 5-6 °C, max. 14-15 °C; éjszaka ritkán megy fagypont alá. A parton gyakoriak a ködök is.
Az óceán hőfoka télen 14 fok körüli, míg nyáron átlagosan 17-18 fok.
| Hónap                                                                                            | Jan. | Feb. | Már. | Ápr. | Máj. | Jún. | Júl. | Aug. | Szep. | Okt. | Nov. | Dec. | Év   |
| ------------------------------------------------------------------------------------------------ | ---- | ---- | ---- | ---- | ---- | ---- | ---- | ---- | ----- | ---- | ---- | ---- | ---- |
| Rekord max. hőmérséklet (°C)                                                                     | 23,3 | 23,2 | 28,5 | 30,2 | 34,1 | 38,7 | 40,0 | 40,9 | 36,9  | 32,2 | 26,3 | 24,8 | 40,9 |
| Átlagos max. hőmérséklet (°C)                                                                    | 13,8 | 15,0 | 17,4 | 18,1 | 20,1 | 23,5 | 25,3 | 25,7 | 24,1  | 20,7 | 17,1 | 14,4 | 19,6 |
| Átlagos min. hőmérséklet (°C)                                                                    | 5,2  | 5,9  | 7,8  | 9,1  | 11,6 | 14,5 | 15,9 | 15,9 | 14,7  | 12,2 | 8,9  | 6,9  | 10,7 |
| Rekord min. hőmérséklet (°C)                                                                     | −3,3 | −2,8 | −1,6 | 0,1  | 3,3  | 5,6  | 9,5  | 8,0  | 5,5   | 1,4  | −0,3 | −1,2 | −3,3 |
| Átl. csapadékmennyiség (mm)                                                                      | 147  | 111  | 96   | 118  | 90   | 40   | 20   | 33   | 72    | 158  | 172  | 181  | 1237 |
| Havi napsütéses órák száma                                                                       | 124  | 130  | 192  | 216  | 257  | 273  | 307  | 295  | 225   | 183  | 138  | 124  | 2464 |
| Forrás: Instituto de Meteorologia. Hong Kong Observatory (precipitation days and sunshine hours) |      |      |      |      |      |      |      |      |       |      |      |      |      |

## Története
A város történeti múltja a 4. századig és a római időkig nyúlik vissza, mindazonáltal kelta és elő-kelta ősi erődítmények maradványait is megtalálták a város mostani központjában. Portugália megalakulása előtt a város neve Portus Cale volt. A környező területek elnevezése pedig Condado Portucalense, azaz "Portugál megye" volt. Később ez a megye Portugália néven független királysággá vált, miután végül visszaszerezte az ország jelenlegi déli területeit a betolakodó móroktól.
Ebben a városban köttetett I. János portugál király és Lancasteri Philippa házassága, ami a Portugália és Anglia közötti hosszantartó katonai szövetség kezdetét jelentette.
1732 és 1763 között tervezte Nicolau Nasoni, olasz építész azt a barokk templomot, ami később jelképpé vált, a Torre dos Clérigos-t („Klerikusok Tornya”).
A 18. és 19. század folyamán a város fontos ipari központtá vált, és jelentősen növelte méretét és lakosságát. Fölépült a Dom Luís I kétemeletes vashíd, az Eiffel tervezte Maria Pia vasúti híd és a központi pályaudvar.

## Látnivalók
Történelmi központja a várfallal egyike Európa legnagyobb és legteljesebben fennmaradt óvárosainak. Szinte valamennyi műemlékén érződik egyrészt az arab hatás (csempés homlokzat, különösen a portugál kék-fehér színváltozat), másrészt a gyarmati gazdagság idején elterjedt barokk.
- A történelmi városközpont az UNESCO által számontartott világörökség része. 2001-ben Európa kulturális fővárosa volt.
- Székesegyház
- Torre dos Clérigos (a klerikusok tornya), az Igreja dos Clérigos (a klerikusok temploma) tornya
- São Bento vasúti pályaudvar
- Tőzsdepalota (Palácio da Bolsa)
- D. Maria Pia-híd (régi vasúti híd), Gustave Eiffel tervei alapján építették 1876–1877-ben.
- Dom Luís I híd: Théophile Seyrig tervei alapján építették 1881 és 1886 között.
- Modern művészetek múzeuma: Museu de Arte Contemporânea da Fundação Serralves
- Zeneház (Casa da Música)
- Museu do Carro Eléctrico (villamosmúzeum)
- Estádio do Dragão labdarúgó aréna

## A portói bor
Portót a hidak városának (portugálul Cidade das Pontes) is nevezik, jelenleg hat híd köti össze a folyó déli partján fekvő, pincéiről híres Vila Nova de Gaia-val. Ennek a folyóhoz közeli pincéiben (portugálul caves) évszázadokkal ezelőtt kezdték készíteni a Douro felsőbb folyása mentén termelt szőlőkből bárkákon ideszállított mustból, töményebb szőlőpárlat hozzáadásával a hosszú tengeri utakon minőségét megőrző, magasabb alkoholtartalmú, nevezetes portói bort.

## Sport
A 2004-es labdarúgó-Európa-bajnokság egyik helyszíne volt, erre az eseményre készült 3 metróvonal is.
Nemzetközi hírű futballcsapatai a Boavista FC és az FC Porto.

## Híres emberek
A városban születtek:
- Tengerész Henrik portugál herceg (1394–1460)
- Vasco de Lobeira 14. századi portugál költő (?–1403)
- Pedro de Escobar (Pedro do Porto) reneszánsz zeneszerző (1465 k.–1535 után)
- Fernão de Magalhães (Ferdinand Magellan) portugál felfedező, a Csendes-óceán névadója (1480–1521)
- José Vieira da Costa portugál nemzetközi labdarúgó-játékvezető (1908–1981)
- Eduardo Souto de Moura portugál építész (* 1952)
- Ni Amorim portugál autóversenyző (* 1962)
- Tiago Monteiro portugál autóversenyző (* 1976)
- André Villas-Boas portugál labdarúgóedző (* 1977)
- Raul Meireles portugál labdarúgó (* 1983)
- Álvaro Parente portugál autóversenyző (* 1984)
- Filipa Azevedo portugál énekesnő (* 1991)

A városban haltak meg:
- Ferreira de Castro portugál író (1898–1974)
- Orth György magyar labdarúgó (1901–1962)

## Testvérvárosok
- Beira, Mozambik
- Bordeaux, Franciaország
- Bristol, Nagy-Britannia
- Duruelo de la Sierra, Spanyolország
- Vigo, Spanyolország
- León, Spanyolország
- Jéna, Németország
- Liège, Belgium
- Luanda, Angola
- Makaó, Kína
- Sanghaj, Kína
- Mindelo, Zöld-foki Köztársaság
- Neves, São Tomé és Príncipe
- Nagaszaki, Japán
- Ndola, Zambia
- Recife, Brazília